# Peter Gustafsson
Peter Gustafsson (Orust, 17 augustus 1976) is een Zweeds voormalig golfer.

## Carrière
Gustafsson had als amateur handicap +4 en werd in 1999 professional. 
Aanvankelijk was hij actief op de Nordic League, waar hij ook enkele toernooien winnend kon afsluiten.
Hij nam verschillende keren deel aan de Europese Tourschool, kwalificeerde zich soms voor de Challenge Tour en won de Tourschool in 2004, zodat hij in 2005 op de Europese PGA Tour speelde. Dat ging met wisselend succes en in 2007 verloor hij zijn kaart weer. Hij speelde tussendoor ook op de Tour de las Americas. 
Op de Scandinavische tours won hij enkele toernooien, maar in 2009 behaalde hij zijn grootste overwinning in Colombia waar hij de beste was in de Il Copa Antioquia op de Tour de las Américas. In datzelfde jaar was Gustafsson ook de beste in de Order of Merit van de Tour de las Americas.

### Overwinningen
| Jaar | Toernooi                          | Tour                 |
| ---- | --------------------------------- | -------------------- |
| 1997 | Telia Tour Höstkval 2             | Telia Tour           |
| 1999 | GE Capital Open/Chrysantemumbålen | Telia Tour           |
| 1999 | Audi Open Finale                  | Nordic League        |
| 2002 | Lear Open Silfverschiöldspokalen  | Zweedse mini-tour    |
| 2002 | Holiday Club Open                 | Nordic League        |
| 2005 | Orust Open                        | Zweedse mini-tour    |
| 2006 | Orust Open                        | Zweedse mini-tour    |
| 2009 | Il Copa Antioquia                 | Tour de las Américas |
| 2017 | Aegean Airlines Pro-Am            | -                    |